# 两个佩德罗的战争
两个佩德罗的战争（西班牙語：La Guerra de los Dos Pedros）发生于1356年至1375年，是英法百年战争中卡斯蒂利亚联合王国与阿拉贡联合王国之间的一场重大冲突。这场战争的核心在于卡斯蒂利亚的佩德罗一世与阿拉贡的佩德罗四世对卡斯蒂利亚王位继承权的争夺。如此前的三桑乔之战一样，这场战争因交战双方的两个君主都为佩德罗而得名。
双方分别获得了英法的支持，卡斯蒂利亚的佩德罗（Pedro of Castile）得到英格兰的支持，尤其是英格兰国王爱德华三世及黑太子率领的贵族军队。阿拉贡的佩德罗四世（Peter IV of Aragon）则与法国结盟，并联合了纳瓦拉王国与葡萄牙王国的部分势力。这场战争为百年战争提供了代理人战场。
尽管阿拉贡最终在军事上取得优势，但战争导致两国资源耗尽、民生凋敝。卡斯蒂利亚的佩德罗一世因残暴统治失去贵族支持，最终在1369年被同父异母的兄弟特拉斯塔马拉的恩里克推翻并杀害。阿拉贡虽巩固了地中海霸权，却因战争消耗无力进一步扩张。

## 背景

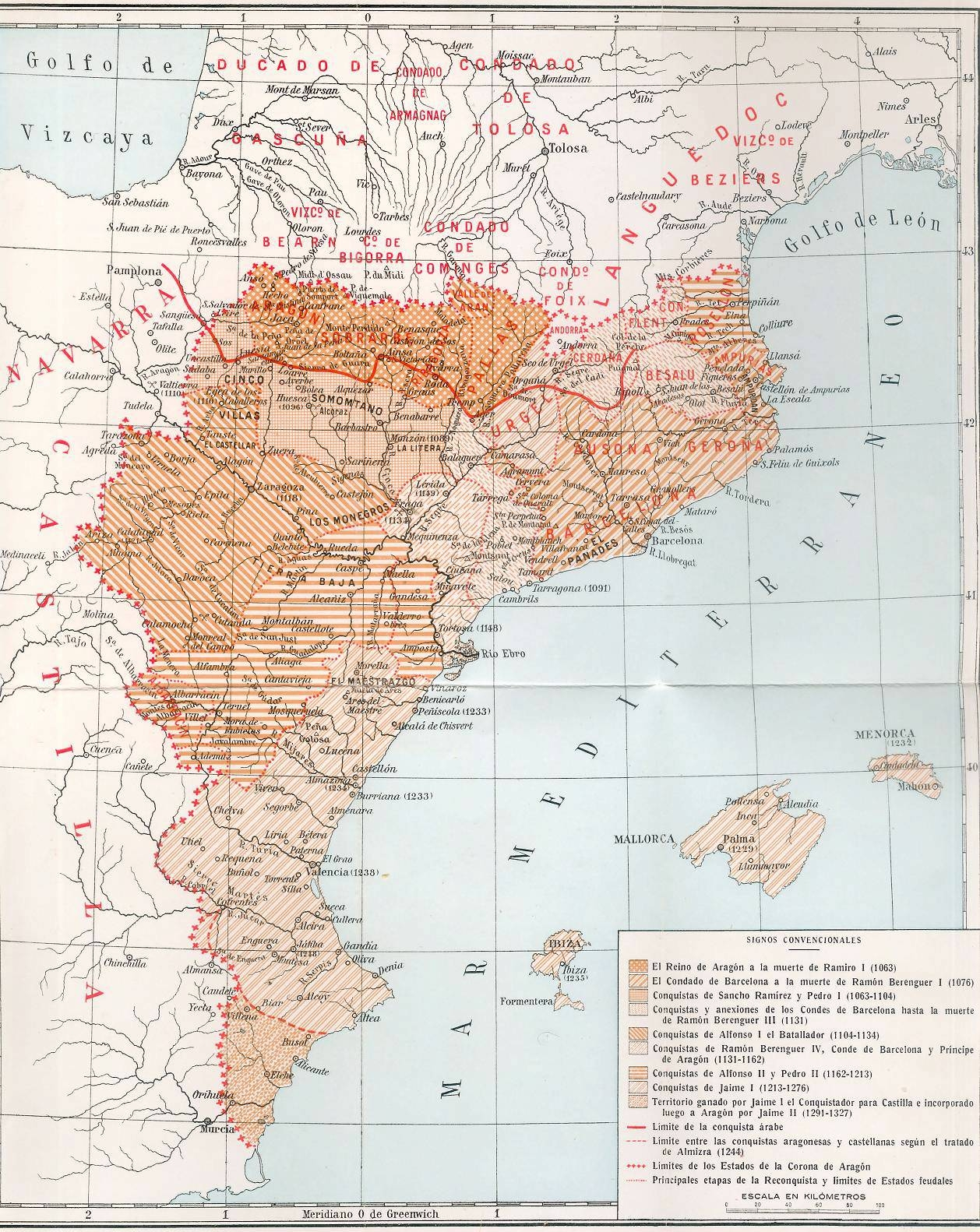
战前的阿拉贡联合王国

14世纪初，卡斯蒂利亚因王位继承问题陷入内战——国王“残酷者”佩德罗一世（Pedro I of Castile）与其同父异母的私生子兄弟特拉斯塔马拉的恩里克（Henry of Trastámara）为争夺卡斯蒂利亚王权展开激烈对抗。阿拉贡的佩德罗四世（Peter IV of Aragon）选择支持恩里克，后者还得到法国名将贝特朗·杜·盖克兰（Bertrand du Guesclin）及其自由军团佣兵的支援。而佩德罗一世则依靠英格兰的军事力量维系统治。这场战争既是卡斯蒂利亚内战的延续，也被视为英法百年战争在伊比利亚半岛的延伸。
佩德罗一世试图吞并阿拉贡的瓦伦西亚王国（含穆尔西亚、埃尔切、阿利坎特与奥里韦拉），以控制地中海贸易枢纽；而佩德罗四世则致力于遏制卡斯蒂利亚及其盟友热那亚的海上扩张，巩固阿拉贡的地中海霸权。
早在战争爆发前，两国海军已多次摩擦。阿拉贡国王授权莫森·弗朗西斯克·德·佩雷略斯（Mossèn Francesc de Perellós）组建加泰罗尼亚桨帆船舰队，协助法国对抗英格兰。这支舰队在桑卢卡尔-德巴拉梅达（Sanlúcar de Barrameda）俘获两艘热那亚商船（热那亚为卡斯蒂利亚盟友），引发佩德罗一世的强烈反应。尽管卡斯蒂利亚舰队追击至塔维拉（Tavira），却未能擒获佩雷略斯。